# Windows-Subsystem für Android
Das Windows-Subsystem für Android bzw. im englischen Originaltitel Windows Subsystem for Android, kurz WSA, ist eine Kompatibilitätsschicht zum Ausführen von Android-Anwendungen in Windows 11, vergleichbar mit dem Windows-Subsystem für Linux. Dazu ist Microsoft eine Partnerschaft mit Amazon eingegangen. Nutzer von Windows 11 können mittels des Amazon Appstores Android-Apps herunterladen und installieren.
Die Unterstützung des Windows-Subsystems für Android ist seit dem 5. März 2025 eingestellt.

## Entwicklung
Am 21. Oktober 2021 wurde das Windows-Subsystem für Android für die Beta-Channel-Builds von Windows 11 für Benutzer in den Vereinigten Staaten verfügbar, wodurch die Installation und Ausführung von Android-Apps auf deren Geräten möglich wurde. Benutzer können Android-Apps aus jeder beliebigen Quelle über das APK-Dateiformat installieren. Ein Amazon Appstore-Client für den Microsoft Store wird ebenfalls verfügbar sein.
Das Subsystem lief bei der Einführung mit der Red Velvet Cake-Version.
WSA basiert auf dem Intel Bridge-Laufzeitcompiler. Intel gab an, dass die Technologie nicht von seinen CPUs abhängig ist und auch auf x86-64- und ARM-CPUs anderer Hersteller unterstützt wird.
Die Emulation von Android auf Windows 11 hat hohe Systemanforderungen.
Seit Dezember 2022 unterstützt WSA auch Android 13, welches Leistung und Stabilität des Systems stärken soll.
Microsoft hat am 5. März 2024 bekannt gegeben, dass das Windows-Subsystem für Android ab dem 5. März 2025 unter Windows nicht mehr unterstützt wird. Aus diesem Grund wird auch der Amazon Appstore unter Windows 11 eingestellt, welcher seit dem 6. März 2024 nicht mehr zum Download im Microsoft Store zur Verfügung steht.

## Ähnliche Software
- Windows-Subsystem für Linux ist eine Kompatibilitätsschicht zum Ausführen von Linux-Konsolenanwendungen unter Windows.
- Cygwin ist eine Open-Source POSIX-Emulation für Windows; mit MSYS2 wird Cygwin um die native Unterstützung von Unix-Code unter Windows abgewandelt.
- Wine ist eine Kompatibilitätsschicht zum Ausführen von Windows-Programmen unter anderem auf Linux.

## Kritik
Die Systemanforderungen sind noch höher als bei Windows 11.